# Khadija Abbouda
Khadija Abbouda, née le 14 juin 1968 à Béni Mellal, est une archère marocaine.

## Carrière
Khadija Abbouda participe aux Jeux olympiques d'été de 2008 à Pékin. Elle est médaillée d'argent par équipes aux Jeux panarabes de 2011 à Doha.
Aux Championnats d'Afrique de tir à l'arc 2012 à Rabat, elle est médaillée de bronze en tir à l'arc classique par équipes. 